# Höver (Sehnde)
Höver is een plaats in de Duitse gemeente Sehnde, deelstaat Nedersaksen, en telt 1814 inwoners.
Zie voor meer informatie: Sehnde.